# Piano Concerto No. 1 (Shostakovich)

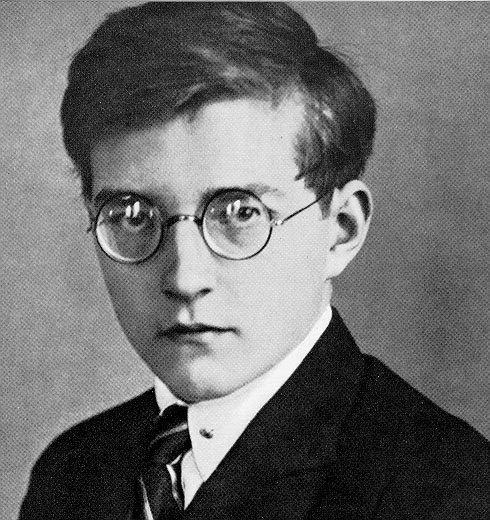
Shostakovich, tác giả của tác phẩm. Ảnh năm 1925

Bản Concerto cung Đô thứ cho Piano, Trumpet, và dàn nhạc dây, Op. 35, được viết bởi Dmitri Shostakovich vào năm 1933. Bản concerto là một thử nghiệm sự kết hợp giữa các nhạc cụ tân baroque.
Concerto được công diễn vào ngày 15 tháng 10 năm 1933 trong các buổi hòa nhạc mở màn mùa biểu diễn của Dàn nhạc Giao hưởng Leningrad Philharmonic với Shostakovich chơi piano, Fritz Stiedry và Alexander Schmidt chơi cho phần của kèn trumpet. "Theo những gì được biết, Shostakovich đã chơi khá xuất chúng"  và concerto đã được đón nhận. Bản concerto được diễn lại vào ngày 17 tháng 10, năm đó.

## Phân loại
Mặc dù tiêu đề đặt piano và trumpet ở ngang nhau, tác phẩm có thể được phân loại chính xác hơn là một bản concerto cho piano chứ không phải là bản concerto kép trong đó vai trò trumpet và piano là tương đương nhau. Các phần của trumpet thường xuyên có dạng xen kẽ mỉa mai, tạo nên sự hài hước và thông minh của phân đoạn piano. Phần chơi của trumpet này cũng đóng một vai trò tương đối quan trọng trong kết thúc của chương cuối cùng, ngay sau khi piano chơi phần cadenza. Nhiều năm sau khi ông viết tác phẩm, Shostakovich nhớ lại rằng ban đầu ông đã lên kế hoạch để viết một bản concerto cho trumpet và dàn nhạc và sau đó thêm piano để làm cho nó một bản concerto kép. Khi ông tiếp tục viết, nó đã trở thành một bản concerto piano với kèn độc tấu.

## Soạn cho hai piano
Sau khi viết phiên bản cho dàn nhạc, Shostakovich đã viết soạn một phiên bản khác cho hai piano (không có dàn nhạc hay kèn). Trong phiên bản cho song tấu piano, phần piano đơn giản hơn. Các dấu hiệu và nhịp độ trong phiên bản này cũng khác với các phiên bản dàn nhạc.

## Cấu trúc
Bản concerto có thể có ba hoặc bốn chương, tùy thuộc vào cách giải thích:
1. Allegro moderato
2. Lento
3. Moderato
4. Allegro con brio

Moderato đôi khi được xem như là một đoạn giới thiệu cho Allegro con brio chứ không phải là một chương riêng biệt. Tuy nhiên, nó thường được coi là chương thứ ba trong tổng số bốn chương, vì cảm xúc của hai phần rất khác nhau. Trong khi chương "Moderato" có tính chất khá nặng nề, "Allegro con brio" lại có giọng nhẹ nhàng hơn. Một số bản ghi âm chỉ ghi có ba chương, với chương cuối cùng được đánh đề là Moderato - Allegro con brio. Concerto được kết thúc bởi một cadenza ngắn nhưng mãnh liệt, với các chuỗi tái nhập của bộ dây để xây dựng khúc kịch tính khi gần kết thúc tác phẩm. Chương đi đến với hồi kết với một sự bùng nổ trong cung C trưởng của bộ dây cùng với piano, kèm theo là tiếng kèn có vẻ vui tai.

## Các khó khăn khi chơi tác phẩm
Ở một số chỗ, việc chơi đồng bộ với dàn nhạc có thể rất khó khăn, do phần dàn nhạc thường không tương thích với phần độc tấu, do đó đòi hỏi nhiều buổi diễn tập để thành thạo.
Chương thứ hai và thứ ba không có những khó khăn về mặt kỹ thuật đáng kể, ngoại trừ, có lẽ là một khó khăn nhỏ là đợt chạy 16 nốt khá kỳ lạ ở cả hai tay ở giữa chương thứ hai.
Khó khăn kỹ thuật lớn nhất trong chương đầu tiên là trong 3 trang liên tục, phải nhảy nhanh theo hình thức các hợp âm 3 chú ý trải dài trên hai quãng tám trong triplet quãng 8 ở tay trái, đôi khi thậm chí vượt qua hai quãng tám, kèm theo ghi chú nốt thứ 8 nhanh chóng nhảy các triplet một quãng, ở tay phải, tất cả ở nhịp presto.
Các cadenza cuối cùng của chương thứ tư là rất khó khăn, có chứa các tiêu biểu, những đoạn chạy nhanh rất kỳ lạ, với bước nhảy lớn và đoạn cần độc lập ngón tay thứ tư.
Có thể cho rằng phần khó nhất, mặc dù là một đoạn rất ngắn, là một loạt các bước nhảy nhanh, đầu tiên ở tay trái trong các quãng dài của piano, và sau đó là ở cả hai tay - với bước nhảy thứ hai kéo dài ba quãng tám ở bên tay trái và hai quãng tám trong tay phải, tiếp theo ngay lập tức kế tiếp là bước nhảy cuối cùng, nhanh chóng, kéo dài bốn quãng tám ở tay trái và hai quãng tám ở tay phải - ở cuối của tác phẩm. Phần này có sự điêu luyện đến xuất chúng, bản thân nhà soạn nhạc biết mình có thể chơi nó chính xác như trong bản nhạc.